# 徐來泰
徐來泰，字靜叔，江西豐城縣人。明朝解元、政治人物。

## 生平
明神宗萬曆二十五年（1597年），徐來泰中式丁酉科江西鄉試第一名舉人（解元）。

## 家族
有兄徐鑒，進士。